# Wapen van Andorra
Het wapen van Andorra toont een schild met vier kwartieren. De mijter in het kwartier linksboven (in de heraldiek worden wapens van achter het schild beschreven) staat voor de bisschop van Urgell, die co-vorst van Andorra is. De drie rode palen linksboven staan voor de drie graven van Foix. In het kwartier linksonder staan goud-rode palen, die de band met Catalonië symboliseren. Deze combinatie komt ook voor in de Catalaanse vlag. De koeien in het vierde kwartier symboliseren de graven van  Béarn. Het wapen is in 1969 aangenomen.
De wapenspreuk onder het schild is Virtus Unita Fortior, hetgeen Verenigde Kracht is Sterker betekent.

## Ontwerp

### Constructie
| Wapen | Positie | Verklaring |
| ----- | ------- | --- |
|       | 1       | Het wapen van de bisschop van Urgell, een van de twee co-vorsten van Andorra.                                                    |
|       | 2       | Het wapen van de graaf van Foix, de historische co-prins van Andorra die wordt vertegenwoordigd door de President van Frankrijk. |
|       | 3       | Het wapen van Catalonië. |
|       | 4       | Het wapen van de graven van Béarn, de historische feodale heren van Andorra.                                                     |

## Historische wapens
Het wapen is in de loop der eeuwen diverse malen gewijzigd.

Het wapen van Andorra voor de 16e eeuw
1580
Kerkelijke uitvoering van het wapen (voor de Bisschop van Urgell), (ca.1800–1959)
Het wapen van de Franse co-prins van Andorra (historisch), (ca.1870–1959)
Het wapen van Andorra (ca.1800–1949)
Het wapen van Andorra (uitvoering zoals in de vlag, 1931–1949)
Het wapen van Andorra (1949–1959)

Het wapen van Andorra staat ook in de vlag van Andorra en op de Andorrese 2 euromunten.
Albanië · Andorra · Azerbeidzjan · België · Bosnië en Herzegovina · Bulgarije · Denemarken · Duitsland · Estland · Finland · Frankrijk · Georgië · Griekenland · Hongarije · Ierland · IJsland · Italië · Kosovo · Kroatië · Letland · Liechtenstein · Litouwen · Luxemburg · Malta · Moldavië · Monaco · Montenegro · Nederland · Noord-Macedonië · Noorwegen · Oekraïne · Oostenrijk · Polen · Portugal · Roemenië · Rusland · San Marino · Servië · Slovenië · Slowakije · Spanje · Transnistrië · Tsjechië · Turkije · Vaticaanstad · Verenigd Koninkrijk · Wit-Rusland · Zweden · Zwitserland

Afhankelijke gebieden: Åland · Faeröer · Gibraltar · Guernsey · Jersey · Man

Betwiste gebieden: Abchazië · Adzjarië